# Notació dental de la FDI
La notació dental de la FDI World Dental Federation és àmpliament utilitzada pels dentistes d'arreu del món per associar la informació a una dent específica. Desenvolupada per la FDI World Dental Federation, és també coneguda com la notació ISO 3950.
Les denominacions "esquerra" i "dreta", a la taula que segueix, corresponen als del pacient:
| Dentadura permanent                | Dentadura permanent | Dentadura permanent | Dentadura permanent | Dentadura permanent | Dentadura permanent | Dentadura permanent | Dentadura permanent | Dentadura permanent | Dentadura permanent | Dentadura permanent | Dentadura permanent | Dentadura permanent | Dentadura permanent | Dentadura permanent | Dentadura permanent |
| dalt a la dreta                    | dalt a la dreta     | dalt a la dreta     | dalt a la dreta     | dalt a la dreta     | dalt a la dreta     | dalt a la dreta     | dalt a la dreta     | dalt a l'esquerra   | dalt a l'esquerra   | dalt a l'esquerra   | dalt a l'esquerra   | dalt a l'esquerra   | dalt a l'esquerra   | dalt a l'esquerra   | dalt a l'esquerra   |
| ---------------------------------- | ------------------- | ------------------- | ------------------- | ------------------- | ------------------- | ------------------- | ------------------- | ------------------- | ------------------- | ------------------- | ------------------- | ------------------- | ------------------- | ------------------- | ------------------- |
| 18                                 | 17                  | 16                  | 15                  | 14                  | 13                  | 12                  | 11                  | 21                  | 22                  | 23                  | 24                  | 25                  | 26                  | 27                  | 28                  |
| 48                                 | 47                  | 46                  | 45                  | 44                  | 43                  | 42                  | 41                  | 31                  | 32                  | 33                  | 34                  | 35                  | 36                  | 37                  | 38                  |
| baix a la dreta                    | baix a la dreta     | baix a la dreta     | baix a la dreta     | baix a la dreta     | baix a la dreta     | baix a la dreta     | baix a la dreta     | baix a l'esquerra   | baix a l'esquerra   | baix a l'esquerra   | baix a l'esquerra   | baix a l'esquerra   | baix a l'esquerra   | baix a l'esquerra   | baix a l'esquerra   |
|                                    |                     |                     |                     |                     |                     |                     |                     |                     |                     |                     |                     |                     |                     |                     |                     |
| Dentadura temporal (dents de llet) |                     |                     |                     |                     |                     |                     |                     |                     |                     |                     |                     |                     |                     |                     |                     |
| dalt a la dreta                    | dalt a la dreta     | dalt a la dreta     | dalt a la dreta     | dalt a la dreta     | dalt a la dreta     | dalt a la dreta     | dalt a la dreta     | dalt a l'esquerra   | dalt a l'esquerra   | dalt a l'esquerra   | dalt a l'esquerra   | dalt a l'esquerra   | dalt a l'esquerra   | dalt a l'esquerra   | dalt a l'esquerra   |
|                                    |                     |                     | 55                  | 54                  | 53                  | 52                  | 51                  | 61                  | 62                  | 63                  | 64                  | 65                  |                     |                     |                     |
|                                    |                     |                     | 85                  | 84                  | 83                  | 82                  | 81                  | 71                  | 72                  | 73                  | 74                  | 75                  |                     |                     |                     |
| baix a la dreta                    | baix a la dreta     | baix a la dreta     | baix a la dreta     | baix a la dreta     | baix a la dreta     | baix a la dreta     | baix a la dreta     | baix a l'esquerra   | baix a l'esquerra   | baix a l'esquerra   | baix a l'esquerra   | baix a l'esquerra   | baix a l'esquerra   | baix a l'esquerra   | baix a l'esquerra   |